# Plagiopteron
Plagiopteron es un género de plantas con flores con tres especies pertenecientes a la familia Celastraceae. Algunos autores lo incluyen en Flacourtiaceae o Plagiopteraceae

## Taxonomía
El género fue descrito por  William Griffith (botánico) y publicado en Calcutta Journal of Natural History and Miscellany of the Arts and Sciences in India 4: 244. 1843. La especie tipo es: Plagiopteron fragans

## Especies
- Plagiopteron chinensis
- Plagiopteron fragans
- Plagiopteron suaveolens